# Round 2 (empresa)
A Round 2 é uma empresa de responsabilidade limitada americana, proprietária de marcas dedicadas ao colecionismo como a AMT; Hawk; Johnny Lightning; Auto World; Racing Champions e a MPC, responsáveis pela produção de produtos como miniaturas die-cast, plastimodelismo, acessórios e kits para ferromodelismo e autoramas. 
Fundada em 2005 por Thomas E. Lowe, antigo proprietário da Playing Mantis, a empresa está sediada em South Bend, Indiana.  

## Marcas da Round 2

### AMT
É uma marca fabricante de produtos do plastimodelismo, criada em 1948, foi adquirida pela Lesney em 1979 e depois adquirida pela Ertl em 1982. 
Em 1999, a Ertl foi comprada pela Racing Champions, cujo foco principal era os modelos diecast. Posteriormente, a Racing Champions decidiu vender somente os produtos de plastimodelismo da Ertl, incluindo a AMT.  Thomas Lowe, da Round 2, mostrou interesse em adquirir a AMT e em 2008 a marca assinou um acordo para a produção e comercialização dos produtos da AMT e finalmente adquirida pela Round 2 em 2012.

### Auto World
Auto World é uma marca de modelos de miniaturas die-cast e de autoramas, produzindo modelos de carros americanos e da Indy500. 
A marca foi originalmente fundada pela "Sports Car Club" do "America Hall of Famer," Oscar Koveleski em 1958 e que também costumava publicar revistas de instruções sobre a construção de modelos de carros.   
Atualmente, os modelos fundidos sob pressão da Auto World têm miniaturas nas escalas 1:18 e 1:64. As miniaturas da Auto World na escala 1:64 são ricas em detalhes e feitas com precisão nesta escala, ao contrário de muitas outras marcas de carros die-cast e de brinquedo que geralmente empregam a escala 1:64 de forma nominal, ajustando a miniatura pelo tamanho da embalagem. 

### Hawk
A Hawk Model Company surgiu em 1928 como fabricante de modelos de aeronaves em madeira. Desde então, a empresa evoluiu para a produção de kits de plástico para aviões, kits para carros em escala 1:24 e 1:32, bem como kits de desenhos animados para a série animada "Weird-Oh's" . Novos modelos foram lançados até a década de 1970. 
Desde então, a empresa foi adquirida por vários fabricantes de hobby e a sua taxa de produção foi diminuindo. Na década de 1990, a marca foi adquirida por J. Lloyd junto com a Lindberg e revivida sob a marca Testors. Atualmente, a marca é propriedade da Round 2 e ela produz modelos de plastimodelismo de aeronaves, bem como motores automotivos em escala 1/6. 

### Johnny Lightning
A marca Johnny Lightning foi fundada em 1969 e vendida pela Topper Toys até o encerramento de sua produção em 1971. A marca foi revivida por Thomas E. Lowe em 1994, que fundou a empresa Playing Mantis. Em 2004, Lowe vendeu a Playing Mantis para a RC2, formada pela Ertl e pela Racing Champions. RC2 foi então vendida para a empresa japonesa Tomy em 2011. Posteriormente, em 2013, a Tomy descontinuou a marca Johnny Lightning. Em 2016, a Round 2 LLC comprou os direitos de Johnny Lightning da Tomy e a marca foi revivida novamente. 

### Lindberg
A marca Lindberg foi fundada na década de 1950, sucedendo a O-Lin, que se especializou em modelos de aeronaves "stick and tissue". Lindberg produziu kits de aeronaves de todos os tipos, navios de guerra e porta-aviões de plastimodelismo. Eles também produziram kits automotivos de vários tamanhos, incluindo 1: 8, 1:24, 1:32 e 1:64 até a década de 1980. Na década de 1990, George Toteff da MPC adquiriu a Lindberg e começou a produzir kits para carros em escala 1:20 e 1:25. Nos anos 2000, a marca foi adquirida por J. Lloyd junto com os kits de modelos Hawk. Vários anos depois, a marca foi adquirida pela Round 2 junto com Hawk. 

### MPC
MPC é uma marca de kits de miniaturas de plastimodelismo, fundada pela primeira vez em 1963 por ex-funcionários da AMT. A marca era propriedade do The Fun Group desde os anos 1970. Foi comprado pela Ertl em meados da década de 1980 após a aquisição da AMT. A Ertl considerou complementar a MPC a AMT e os produtos da MPC foram gradualmente substituídos pela marca AMT. Depois que a Ertl foi comprada pela Racing Champions, que estava focada na produção de modelos diecast, a MPC foi vendida para a Round 2. A marca MPC foi revivida como uma linha autônoma na Round 2 em 2008 e finalmente adquirida pela empresa em 2012.

### Polar Lights
Polar Lights foi uma marca de kit de modelo fundada em 1996 por Thomas Lowe sob sua gestão na empresa Playing Mantis, com ferramentas adquiridas da empresa de modelos Aurora. A empresa de modelos Aurora produziu kits de modelos orientados para a cultura pop, como os da Universal Monsters . A Polar Lights conseguiu também a licença para a produção de modelos da série de ficção científica lStar Trek em 2003. Desde então, estabeleceu-se como fabricante de kits de modelos de veículos pertencentes à franquia Star Trek. A marca foi adquirida pela RC2 depois que a Playing Mantis foi vendida para a empresa em 2004. Thomas Lowe assinou um acordo para usar a marca Polar Lights na Round 2 em 2008, junto com a AMT e a MPC e em 2012 a empresa adquiriu todos os direitos da Polar Lights. 

### Racing Champions
Racing Champions é uma marca de miniaturas die-cast fundada por Glen Ellyin, com sua sede em Illinois. Desde a obtenção da licença para a produção de miniaturas da NASCAR entre os anos de 1991 e 1992, a Racing Champions obteve sucesso na década de 1990 fabricando também modelos die-cast de veículos da categoria stock cars em várias escalas como 1:18, 1:24 e 1:64. A marca também produziu veículos que não eram de corrida através da linha "Racing Champions Mint", que foi considerada como modelos die-cast em escala 1:64 mais detalhados da época. A Racing Champions comprou a Ertl em 1999 e mudou seu nome para Racing Champions Ertl. Sob esta nova empresa, eles lançaram uma série die-cast premium diecast chamada "Ertl American Muscle" em 2000. A Racing Champions Ertl e seu sucessor RC2 foram compradas pela Tomy em 2011. Em 2015, a Round 2 obteve os direitos de produção e comercialização da marca Racing Champions e reintroduziu as ferramentas anteriormente utilizadas pela Racing Champions Mint e pela Ertl American Muscle. 